# Idaea mundipennis
Idaea mundipennis là một loài bướm đêm trong họ Geometridae.